# Галлабат
Галлабат (англ. Gallabat, араб. القلابات‎) — деревня в суданской провинции Гедареф, расположенная у границы с Эфиопией, отделяющей его от эфиопской деревни Метеммы. Деревня выстроена у подножия крутого склона на левом берегу притока Атбары, называемого Хор-Абнаир, и располагается приблизительно в 150 км к северу от эфиопского Гондэра. По данным на начало XX века, в данном населённом пункте проживало порядка 3000 жителей; достоверных сведений о численности населения в наше время нет.

## История
Галлабат был основан в XVIII веке дарфурским племенем такрури, представители которого посчитали это место удобным для отдыха паломников, отправляющихся в Мекку на хадж и обратно, и получили разрешение на возведение населённого у пункта у негуса Абиссинии (Эфиопии), в состав которой тогда входила эта территория. По другой версии, основателями поселения стали беглые дарфурские рабы. Галлабат, таким образом, стал своего рода «этнографическим анклавом». Его жители занимались сельским хозяйством, производя (согласно данным энциклопедии «Британника» по состоянию на начало XX века) хлопок и мёд высокого качества. В XIX веке Галлабат был одним из важнейших населённых пунктов на торговом пути из Сеннара в Эфиопию; здесь торговали кофе, хлопком, шкурами, пчелиным воском, а также рабами (невольничий рынок был закрыт приблизительно в 1874 году). Большинство зданий в начале XX века имели травяные крыши.
Вследствие своего пограничного положения Галлабат на протяжении долгого времени являлся предметом территориальных споров между суданцами, а затем египтянами с одной стороны и эфиопами с другой. Примерно в 1870 году в Галлабат вошёл египетский гарнизон, который в 1886 году был атакован дервишами-махдистами и изгнан, а сама деревня стала важным опорным пунктом махдистов, из которого, в частности, они через несколько лет совершили разбойничье нападение на Гондар. В марте 1889 года около Галлабата произошло крупное сражение между эфиопской императорской армией и махдистами; последние понесли серьёзные потери, однако гибель лично руководившего солдатами императора Йоханныса IV вынудила эфиопов отступить. В декабре того же года Галлабат был занят британскими и египетскими войсками, затем на короткое время снова перешёл под абиссинский контроль; в итоге при определении границы Судана и Эфиопии населённый пункт был включён в состав англо-египетского Судана, однако Эфиопия долгое время получала половину от таможенных сборов. В конце XIX века Галлабат вновь стал крупным торговым центром, основными товарами на местном рынке стали хлопок и сельскохозяйственный скот. С июля по ноябрь 1940 года, во время Второй мировой войны, Галлабат был непродолжительное время оккупирован итальянскими войсками.